# Église Saint-Jean-Baptiste de Gorvello
L'église Saint-Jean-Baptiste  est une église catholique située au lieu-dit Le Gorvello, à Sulniac, dans le Morbihan.

## Historique
L'église actuelle remplace au début du XVIe siècle la chapelle primitive construite par les moines hospitaliers. 
L'édifice a été remanié à plusieurs reprises. En 1523, la nef est couverte d'une charpente, qui comporte d'abondantes inscriptions : 
Au Nord, 

« L'an mil VCCXXIII furent faictzs les arches et boys p. Je Rouxel procur. ; J. Thebault charpentier »

Au Sud, 

« P. Benoyer. Mon cotier »

Transept Nord, 

« L'an mil VCCXLVII, ce boy fut dressé et faict ; le miseur est Jehan Lorho et le charpentier Nicollazo »

En 1547, une chapelle est ajoutée au nord-est. En 1560, un porche et une seconde chapelle sont ajoutés. 
L'église est ouverte, sur son pignon occidental, par une porte en anse de panier, à moulures multiples, sous une accolade portant un haut fleuron.  Les contreforts qui l'encadrent sont assortis de clochetons à décoration flamboyante. 
L'église abrite les statues de saint Marc et saint Isidore, le patron des laboureurs. 
L'église Saint-Jean-Baptiste fait l’objet d’une inscription au titre des monuments historiques depuis le 15 juin 1925.